# Giờ chuẩn Trung Âu
| Xanh dương nhạt | Giờ Tây Âu (UTC+0)                                               |
| xanh dương      | Giờ Tây Âu (UTC+0) Giờ mùa hè Tây Âu (UTC+1) Giờ mùa hè Anh Quốc |
| nâu             | Giờ Trung Âu (UTC+1) Giờ mùa hè Trung Âu (UTC+2)                 |
| kaki            | Giờ Đông Âu (UTC+2) Giờ mùa hè Đông Âu (UTC+3)                   |
| vàng            | Giờ Kaliningrad (UTC+2)                                          |
| lục nhạt        | Giờ Viễn đông châu Âu/ Giờ Moskva (UTC+3)                        |

Giờ chuẩn Trung Âu (viết tắt theo tên tiếng Anh Central European Standard Time là CEST) là tên gọi của múi giờ UTC+1 (sớm hơn 1 giờ so với giờ UTC) được một số nước châu Âu áp dụng vào mùa Đông. Vào mùa Hè, các quốc gia này chuyển sang dùng giờ mùa Hè Trung Âu thay cho Giờ chuẩn Trung Âu.
Tuy nhiên, vì CEST còn có thể hiểu là Central European Summer Time hay giờ mùa Hè Trung Âu nên người ta hay dùng CET để chỉ giờ chuẩn Trung Âu và CEST để chỉ giờ mùa Hè Trung Âu.